# Grand Prix Maďarska 1987
Grand Prix Maďarska 1987 (oficiálně III Pop 84 Magyar Nagydíj) se jela na okruhu Hungaroring v Mogyoródo v Maďarsku dne 9. srpna 1987. Závod byl devátým v pořadí v sezóně 1987 šampionátu Formule 1.

## Kvalifikace
| Poř.   | No. | Jezdec             | Konstruktér            | Časy v kvalifikaci | Časy v kvalifikaci | Ztráta |
| Poř.   | No. | Jezdec             | Konstruktér            | Q1                 | Q2                 | Ztráta |
| ------ | --- | ------------------ | ---------------------- | ------------------ | ------------------ | ------ |
| 1      | 5   | Nigel Mansell      | Williams-Honda         | 1:28.047           | 1:28.682           | —      |
| 2      | 28  | Gerhard Berger     | Ferrari                | 1:31.080           | 1:28.549           | +0.502 |
| 3      | 6   | Nelson Piquet      | Williams-Honda         | 1:30.842           | 1:29.724           | +1.677 |
| 4      | 1   | Alain Prost        | McLaren-TAG            | 1:30.156           | 1:30.327           | +2.109 |
| 5      | 27  | Michele Alboreto   | Ferrari                | 1:30.472           | 1:30.310           | +2.263 |
| 6      | 12  | Ayrton Senna       | Lotus-Honda            | 1:31.387           | 1:30.387           | +2.340 |
| 7      | 20  | Thierry Boutsen    | Benetton-Ford          | 1:30.748           | 1:30.810           | +2.701 |
| 8      | 2   | Stefan Johansson   | McLaren-TAG            | 1:31.228           | 1:31.940           | +3.181 |
| 9      | 17  | Derek Warwick      | Arrows-Megatron        | 1:31.416           | 1:34.386           | +3.369 |
| 10     | 7   | Riccardo Patrese   | Brabham-BMW            | 1:31.586           | 1:32.422           | +3.539 |
| 11     | 18  | Eddie Cheever      | Arrows-Megatron        | 1:32.336           | 1:33.700           | +4.289 |
| 12     | 19  | Teo Fabi           | Benetton-Ford          | 1:32.452           | 1:32.639           | +4.405 |
| 13     | 8   | Andrea de Cesaris  | Brabham-BMW            | 1:32.628           | 1:43.913           | +4.581 |
| 14     | 4   | Philippe Streiff   | Tyrrell-Ford           | 1:33.644           | 1:34.383           | +5.597 |
| 15     | 30  | Philippe Alliot    | Lola-Ford              | 1:33.777           | 1:34.014           | +5.730 |
| 16     | 3   | Jonathan Palmer    | Tyrrell-Ford           | 1:34.398           | 1:33.895           | +5.848 |
| 17     | 11  | Satoru Nakadžima   | Lotus-Honda            | 1:34.297           | 1:34.476           | +6.250 |
| 18     | 16  | Ivan Capelli       | March-Ford             | 1:34.950           | 1:34.426           | +6.379 |
| 19     | 25  | René Arnoux        | Ligier-Megatron        | 1:35.346           | 1:34.518           | +6.471 |
| 20     | 24  | Alessandro Nannini | Minardi-Motori Moderni | 1:34.796           | 1:34.770           | +6.723 |
| 21     | 21  | Alex Caffi         | Osella-Alfa Romeo      | 1:36.693           | 1:35.594           | +7.547 |
| 22     | 9   | Martin Brundle     | Zakspeed               | 1:35.754           | 1:35.818           | +7.707 |
| 23     | 10  | Christian Danner   | Zakspeed               | 1:35.930           | 1:36.371           | +7.883 |
| 24     | 23  | Adrián Campos      | Minardi-Motori Moderni | 1:36.067           | 1:37.948           | +8.020 |
| 25     | 26  | Piercarlo Ghinzani | Ligier-Megatron        | 1:36.411           | 1:36.109           | +8.062 |
| 26     | 14  | Pascal Fabre       | AGS-Ford               | 1:38.803           | 1:37.730           | +9.683 |
| Zdroj: |     |                    |                        |                    |                    |        |

## Závod
| Poř.   | No. | Jezdec             | Konstruktér            | Počet kol | Čas/Odstoupení  | Pořadí na startu | Body |
| ------ | --- | ------------------ | ---------------------- | --------- | --------------- | ---------------- | ---- |
| 1      | 6   | Nelson Piquet      | Williams-Honda         | 76        | 1:59:26.793     | 3                | 9    |
| 2      | 12  | Ayrton Senna       | Lotus-Honda            | 76        | + 37.727        | 6                | 6    |
| 3      | 1   | Alain Prost        | McLaren-TAG            | 76        | + 1:27.456      | 4                | 4    |
| 4      | 20  | Thierry Boutsen    | Benetton-Ford          | 75        | + 1 kolo        | 7                | 3    |
| 5      | 7   | Riccardo Patrese   | Brabham-BMW            | 75        | + 1 kolo        | 10               | 2    |
| 6      | 17  | Derek Warwick      | Arrows-Megatron        | 74        | + 2 kola        | 9                | 1    |
| 7 (1)  | 3   | Jonathan Palmer    | Tyrrell-Ford           | 74        | + 2 kola        | 16               |      |
| 8      | 18  | Eddie Cheever      | Arrows-Megatron        | 74        | + 2 kola        | 11               |      |
| 9 (2)  | 4   | Philippe Streiff   | Tyrrell-Ford           | 74        | + 2 kola        | 14               |      |
| 10 (3) | 16  | Ivan Capelli       | March-Ford             | 74        | + 2 kola        | 18               |      |
| 11     | 24  | Alessandro Nannini | Minardi-Motori Moderni | 73        | + 3 kola        | 20               |      |
| 12     | 26  | Piercarlo Ghinzani | Ligier-Megatron        | 73        | + 3 kola        | 25               |      |
| 13 (4) | 14  | Pascal Fabre       | AGS-Ford               | 71        | + 5 kol         | 26               |      |
| 14     | 5   | Nigel Mansell      | Williams-Honda         | 70        | Kolo            | 1                |      |
| Ret    | 21  | Alex Caffi         | Osella-Alfa Romeo      | 64        | Palivový systém | 21               |      |
| Ret    | 25  | René Arnoux        | Ligier-Megatron        | 57        | Elektronika     | 19               |      |
| Ret    | 30  | Philippe Alliot    | Lola-Ford              | 48        | Nehoda          | 15               |      |
| Ret    | 9   | Martin Brundle     | Zakspeed               | 45        | Turbo           | 22               |      |
| Ret    | 27  | Michele Alboreto   | Ferrari                | 43        | Motor           | 5                |      |
| Ret    | 8   | Andrea de Cesaris  | Brabham-BMW            | 43        | Převodovka      | 13               |      |
| Ret    | 2   | Stefan Johansson   | McLaren-TAG            | 14        | Převodovka      | 8                |      |
| Ret    | 19  | Teo Fabi           | Benetton-Ford          | 14        | Převodovka      | 12               |      |
| Ret    | 23  | Adrián Campos      | Minardi-Motori Moderni | 14        | Smyk            | 24               |      |
| Ret    | 28  | Gerhard Berger     | Ferrari                | 13        | Diferenciál     | 2                |      |
| Ret    | 10  | Christian Danner   | Zakspeed               | 3         | Motor           | 23               |      |
| Ret    | 11  | Satoru Nakadžima   | Lotus-Honda            | 1         | Hnací hřídel    | 17               |      |
| Zdroj: |     |                    |                        |           |                 |                  |      |

## Průběžné pořadí po závodě
Pohár jezdců
| Pořadí | Jezdec           | Body |
| ------ | ---------------- | ---- |
| 1      | Nelson Piquet    | 48   |
| 2      | Ayrton Senna     | 41   |
| 3      | Nigel Mansell    | 30   |
| 4      | Alain Prost      | 30   |
| 5      | Stefan Johansson | 19   |
| Zdroj: |                  |      |

Pohár konstruktérů
| Pořadí | Konstruktér    | Body |
| ------ | -------------- | ---- |
| 1      | Williams-Honda | 78   |
| 2      | McLaren-TAG    | 49   |
| 3      | Lotus-Honda    | 47   |
| 4      | Ferrari        | 17   |
| 5      | Tyrrell-Ford   | 8    |
| Zdroj: |                |      |

Pořadí Jim Clark Trophy
| Pořadí | Jezdec           | Body |
| ------ | ---------------- | ---- |
| 1      | Jonathan Palmer  | 57   |
| 2      | Philippe Streiff | 45   |
| 3      | Pascal Fabre     | 35   |
| 4      | Philippe Alliot  | 19   |
| 5      | Ivan Capelli     | 10   |

Pořadí Colin Chapman Trophy
| Pořadí | Konstruktér  | Body |
| ------ | ------------ | ---- |
| 1      | Tyrrell-Ford | 102  |
| 2      | AGS-Ford     | 35   |
| 3      | Lola-Ford    | 19   |
| 4      | March-Ford   | 10   |